# ピーコ・デッラ・ミランドラ賞
ピーコ・デッラ・ミランドラ賞（ピーコ・デッラ・ミランドラしょう、イタリア語: Premio Pico della Mirandola）は、イタリア語作品の優れた翻訳に対して贈られる賞。学識経験者による選考を経て、イタリア文化会館により授与される。
ルネサンス期の人文学者ピーコ・デッラ・ミランドラの名にちなむもので、1987年（昭和62年）に発足。2007年に中断されたが、2014年より須賀敦子翻訳賞に継承された。

## 過去の受賞者と作品

### 第1回（1988年）～第4回（1994年）

#### 第1回（1988年）
- 河島英昭（かわしま ひであき）／ジュゼッペ・ウンガレッティ（en:Giuseppe Ungaretti）『ウンガレッティ全詩集』（筑摩書房、1988年／岩波文庫、2018年）

#### 第2回（1989年）
- 須賀敦子（すが あつこ）／ナタリア・ギンズブルグ（Natalia Ginzburg）『マンゾーニ家の人々』（白水社、1988年／白水Uブックス（上下）、2012年）

#### 第3回
- 平川祐弘（ひらかわ すけひろ）／アレッサンドロ・マンゾーニ（it:Alessandro Manzoni）『いいなづけ―17世紀ミラーノの物語』（河出書房新社、1991年、河出文庫、2006年）

#### 第4回（1994年）
- 福鎌忠恕（ふくかま ただひろ）／ジャンバッティスタ・ヴィーコ（Giambattista Vico）『ヴィーコ自叙伝』（法政大学出版局、1990年）[1]

### 第5回（1996年）～第9回（2000年）

#### 第5回（1996年）
- 武谷なおみ（たけや なおみ）／プリーナ・リコッティ（Eugenia Salza Prina Ricotti）『古代ローマの饗宴』（平凡社、1991年／講談社学術文庫、2011年）

#### 第6回（1997年）
- 柴野均（しばの ひとし）／ロザリオ・ロメーオ（it:Rosario Romeo）『カヴールとその時代』（白水社、1992年）

#### 第7回（1998年）
- 北村暁夫（きたむら あけお）／サルヴァトーレ・ルーポ（Salvatore Lupo）『マフィアの歴史』（白水社、1997年）

#### 第8回（1999年）
- 須藤祐孝（すとう ゆうこう）／ジロラモ・サヴォナローラ（Girolamo Savonarola）『ルネサンス･フィレンツェ統治論』（無限社、1998年）

#### 第9回（2000年）
- 岡田温司（おかだ あつし）／ロベルト・ロンギ（Roberto Longhi）『芸術論叢1 アッシジから未来派まで』、『―2 歴史・批評・方法』（中央公論美術出版、1998-1999年）

### 第10回（2001年）～第15回（2007年）

#### 第10回（2001年）
- 池田廉、澤井繁男、服部文彦、永井三明、米山喜晟、在里寛司、岩倉具忠、藤沢道郎、武田好、石黒盛久（共同受賞）
  - ニッコロ・マキャヴェッリ著『マキァヴェッリ全集』全6巻（筑摩書房、1998-2000年）[2]

#### 第11回（2002年）
- 脇功（わき いさお）／ルドヴィーコ・アリオスト（Ludovico Ariosto）『狂えるオルランド』（名古屋大学出版会、2001年）[3]

#### 第12回（2003年）
- 稲川直樹（いながわ なおき）／アルナルド・ブルスキ（Arnaldo Bruschi）『ブラマンテ―ルネサンス建築の完成者』（中央公論美術出版、2002年）[4]

#### 第13回（2004年）
［文学部門］
- 堤康徳（つつみ やすのり）／イタロ・ズヴェーヴォ（Italo Svevo）『トリエステの謝肉祭』（白水社、2002年）[5]

［評論・研究書部門］
- 加藤守通（かとう もりみち）／ヌッチョ・オルディネ（Nuccio Ordine）『ロバのカバラ―ジョルダーノ・ブルーノにおける文学と哲学』（東信堂、2002年）

#### 第14回（2005年）
- 中山エツコ（なかやま えつこ）／トンマーゾ・ランドルフィ（en:Tommaso Landolfi）『月ノ石』（河出書房新社、2004年）

#### 第15回（2007年）
- 山田忠彰（やまだ ただあき）、尾河直哉（おがわ なおや）
  - ベネデット・クローチェ、ルイジ・パレイゾン（Benedetto Croce、Luigi Pareyson）

『エステティカ　イタリアの美学　クローチェ＆パレイゾン』（ナカニシヤ出版、2005年）[6][7]